# Niguza ocilita
Niguza ocilita är en fjärilsart som beskrevs av Swinhoe 1901. Niguza ocilita ingår i släktet Niguza och familjen nattflyn. Inga underarter finns listade i Catalogue of Life.